# Roberto Repole
Roberto Repole, né le 29 janvier 1967 à Turin, est un évêque catholique italien, archevêque de Turin depuis 2022. Il est créé cardinal par le pape François au cours du consistoire du 7 décembre 2024.

## Biographie
Il est ordonné prêtre le 13 juin 1992 par Giovanni Saldarini.
Il est envoyé à Rome pour approfondir ses études de théologie. Il obtient une licence et un doctorat en théologie à l'université pontificale grégorienne,. Il est président de l'Association théologique italienne de 2011 à 2019.

### Évêque
Le 19 février 2022, le pape François le nomme archevêque de Turin et évêque de Suse. Sa nomination est considérée comme une surprise, car il ne figurait pas dans la liste des candidats circulant dans la presse,.
Il est ordonné évêque le 7 mai 2022 par Cesare Nosiglia, archevêque émérite de Turin, assisté de Marco Arnolfo, archevêque de Verceil et de Alfonso Badini Confalonieri (de), évêque émérite de Suse.
Le 6 octobre 2024, le pape François annonce sa création comme cardinal au cours d'un consistoire le 7 décembre 2024. Il est créé avec le titre de cardinal-prêtre de Gesù Divin Maestro alla Pineta Sacchetti.
Le 11 janvier 2025, le pape le nomme membre du Dicastère pour la Doctrine de la foi.